# Narcisa Fuster i Cargol
Narcisa Fuster i Cargol (Girona, c. 28 d'octubre de 1821 – 28 de març de 1887) fou una mestressa de casa en l'ascendència pertanyent a la nissaga Masó-Valentí i que ocupà la Casa Masó de Girona a mitjan segle xix. Fou l'àvia materna dels germans Masó Valentí.
Pel que es desprèn del seu certificat de baptisme, Fuster i Cargol va néixer el 28 o 29 d'octubre de 1821 a la Casa Masó (número 33 del carrer de les Ballesteries de Girona) filla de Paula Cargol i Menta i de l'escultor Pere Fuster. Fou batejada aquell mateix dia.
Nogensmenys, es quedà òrfena de pare a l'edat de 12 anys. El 1833 la seva mare es casà en segones núpcies amb Francesc de Paula Montaña, que l'agost de 1845 adquirí per a la família la casa en la qual Fuster i Cargol havia nascut i viscut de lloguer fins aquell moment —la qual deixà en herència a la seva fillastra. Aquesta circumstància inicià una tradició que feu que, per atzar i contràriament a la tradició històrica, la Casa Masó passés de generació en generació per la via femenina.
Anys més tard, Narcisa Fuster i Cargol es casà amb el metge vilanoví instal·lat a Girona Jaume Valentí Rovira. D'aquest matrimoni varen néixer Paula Valentí i Fuster i Gertrudis, la darrera finada prematurament. De la seva vida posterior, la bibliografia la situa en el context de relegació de la dona a les tasques abnegades de cura de l'espòs, la família i la llar. Morí a Girona l'any 1876.

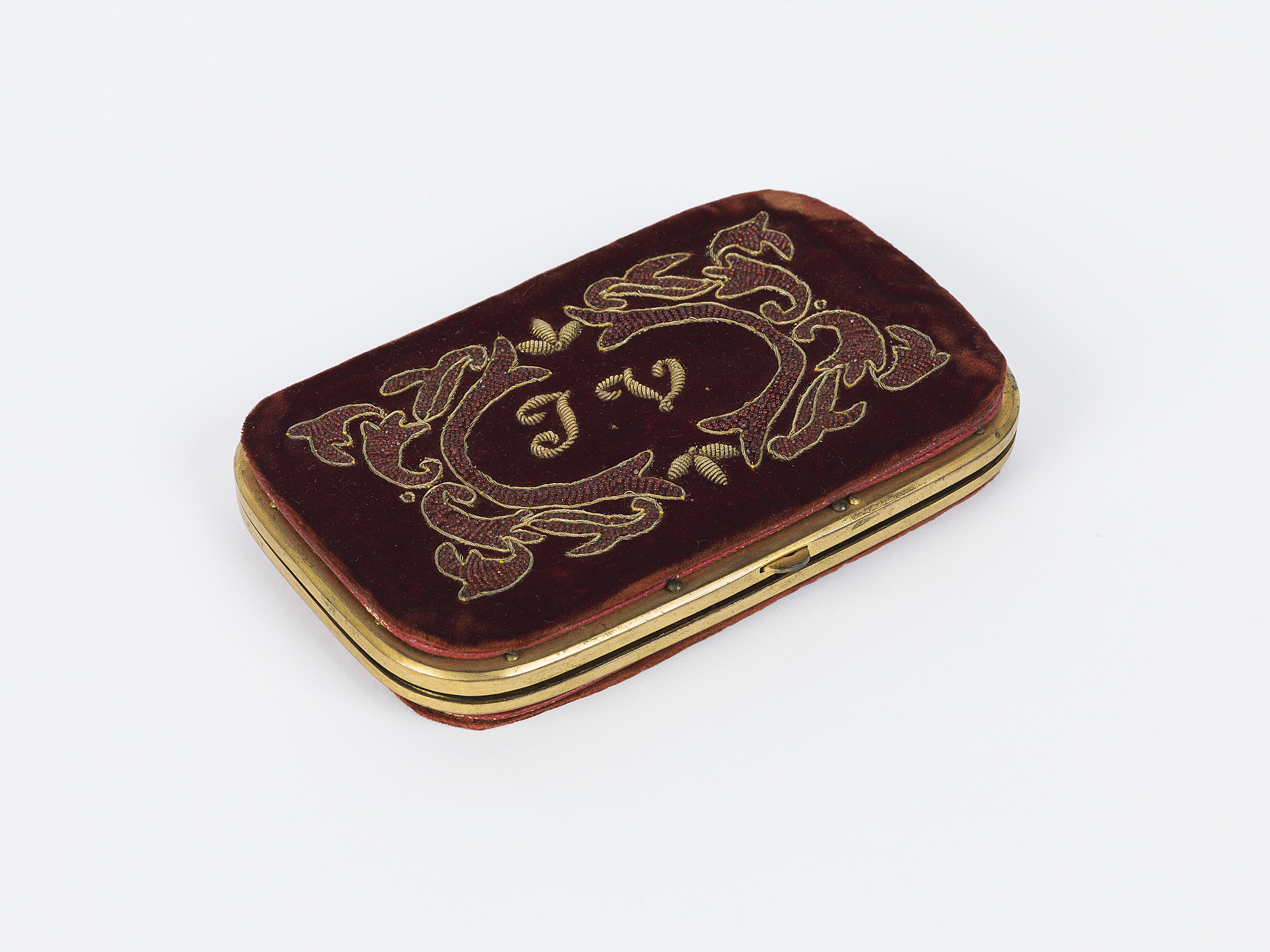
Moneder amb les inicials J.V. que Narcisa Fuster va regalar al seu espòs Jaume Valentí.